# Filip Sasínek
Filip Sasínek (* 8. Januar 1996 in Hodonín) ist ein tschechischer Leichtathlet, der sich auf den 1500-Meter-Lauf spezialisiert hat.

## Sportliche Laufbahn
Filip Sasínek trat erstmals 2011 im 800-Meter-Lauf bei nationalen Wettkämpfen an. Ein Jahr später wurde er sowohl in der Halle als auch in der Freiluft tschechischer U18-Meister über 800 Meter und trat ebenfalls in Wettkämpfen der U23 und bei den Erwachsenen an, wo er ebenfalls vordere Platzierungen erreichen konnte. 2013 nahm er dann erstmals an internationalen Meisterschaften, den U18-Weltmeisterschaften in Donezk, teil. Dort ging er zunächst über die 1500 Meter an den Start, bei denen er nicht über den Vorlauf hinaus kam. Einen Tag später gelang ihm der Einzug in das Finale über die 2000 Meter Hindernis, die er im Finale in 5:47,90 min auf dem achten Platz beendete.
Über diese Strecken trat Sasínek ebenfalls ein Jahr später bei den U20-Weltmeisterschaften an, wobei die Hindernisstrecke, aufgrund der höheren Altersklasse, über 3000 Meter ging. Er beendete die Rennen auf dem 25., respektive 14. Platz. 2015 startete er erstmals bei internationalen Meisterschaften bei den Erwachsenen. Im Frühjahr fanden die Halleneuropameisterschaften in Prag statt. Dort trat Sasínek über die 800 Meter an und belegte den insgesamt 32. Platz. Auch bei den U20-Europameisterschaften 2015 in Eskilstuna, kam er im Hindernislauf nicht über den Vorlauf hinaus. Ab der Saison 2016 fokussierte Sasínek sich dann vermehrt auf die 1500 Meter. Über diese Strecke trat er bei den Europameisterschaften in Amsterdam an. Dort gelang ihm der Einzug in das Finale, in dem er in 3:47,76 min den achten Platz belegte.
Im Frühjahr 2017 feierte er seinen bislang größten sportlichen Erfolg, nachdem er bei den Halleneuropameisterschaften in Belgrad über 1500 Meter die Bronzemedaille gewann. Im Sommer startete er bei den U23-Europameisterschaften in Bydgoszcz, bei denen er in 3:49,23 min die Silbermedaille gewann. Nachdem er 2018 nur vereinzelt an Wettkämpfen teilnehmen konnte, wurde er 2019 Vierter bei den Halleneuropameisterschaften in Glasgow. Im Oktober startete er bei den Weltmeisterschaften in Doha, bei denen er Vorlauf als Neunter ausschied und den insgesamt 27. Platz belegte. 2020 siegte er zum zweiten Mal nach 2017 bei den Tschechischen Meisterschaften in Pilsen über 1500 Meter und stellte in 3:36,72 min einen neuen Meisterschaftsrekord auf. Einen Monat später verbesserte er sich um mehr als eine Sekunde auf 3:35,02 min. 2021 trat er im März bei den Halleneuropameisterschaften in Toruń an, bei denen er im Finale über 1500 Meter den neunten Platz belegte.
2022 nahm Sasínek in den USA an seinen zweiten Weltmeisterschaften teil. In seinem Vorlauf über 1500 Meter erreichte er als Achter das Ziel, womit er den Einzug in das Halbfinale erneut verpasste. Einen Monat später trat er bei den Europameisterschaften an, konnte seinen Vorlauf allerdings nicht beenden. 2023 startete er bei den Halleneuropameisterschaften in Istanbul. Er trat im zweiten der drei Vorläufe über 1500 Meter an, schied darin allerdings als Letzter seines Laufes aus.

## Wichtige Wettbewerbe
| Jahr                   | Veranstaltung               | Ort                    | Platz                  | Disziplin              | Zeit                   |
| Startet für Tschechien | Startet für Tschechien      | Startet für Tschechien | Startet für Tschechien | Startet für Tschechien | Startet für Tschechien |
| ---------------------- | --------------------------- | ---------------------- | ---------------------- | ---------------------- | ---------------------- |
| 2013                   | U18-Weltmeisterschaften     | Donezk                 | 35.                    | 1500 m                 | 4:24,59 min            |
| 2013                   | U18-Weltmeisterschaften     | Donezk                 | 8.                     | 2000 m Hindernis       | 5:47,90 min            |
| 2014                   | U20-Weltmeisterschaften     | Eugene                 | 25.                    | 1500 m                 | 3:50,39 min            |
| 2014                   | U20-Weltmeisterschaften     | Eugene                 | 14.                    | 3000 m Hindernis       | 8:55,53 min            |
| 2015                   | Halleneuropameisterschaften | Prag                   | 32.                    | 800 m                  | 1:51,08 min            |
| 2015                   | U20-Europameisterschaften   | Eskilstuna             | 16.                    | 3000 m Hindernis       | 9:11,84 min            |
| 2016                   | Europameisterschaften       | Amsterdam              | 8.                     | 1500 m                 | 3:47,76 min            |
| 2017                   | Halleneuropameisterschaften | Belgrad                | 3.                     | 1500 m                 | 3:45,89 min            |
| 2017                   | U23-Europameisterschaften   | Bydgoszcz              | 2.                     | 1500 m                 | 3:49,23 min            |
| 2019                   | Halleneuropameisterschaften | Glasgow                | 4.                     | 1500 m                 | 3:45,27 min            |
| 2019                   | Weltmeisterschaften         | Doha                   | 27.                    | 1500 m                 | 3:38,17 min            |
| 2021                   | Halleneuropameisterschaften | Toruń                  | 9.                     | 1500 m                 | 3:40,64 min            |
| 2022                   | Weltmeisterschaften         | Eugene                 | 31.                    | 1500 m                 | 3:39,47 min            |
| 2022                   | Europameisterschaften       | München                |                        | 1500 m                 | DNF (Vorlauf)          |
| 2023                   | Halleneuropameisterschaften | Istanbul               | 19.                    | 1500 m                 | 3:44,76 min            |
| 2024                   | Hallenweltmeisterschaften   | Glasgow                | 17.                    | 1500 m                 | 3:43,82 min            |

## Persönliche Bestleistungen
Freiluft
- 800 m: 1:46,24 min, 29. August 2020, Göteborg
- 1000 m: 2:17,05 min, 16. August 2020, Szczecin
- 1500 m: 3:35,02 min, 8. September 2020, Ostrava
- 2000 m: 4:57,60 min, 19. August 2020, Bydgoszcz (tschechischer Rekord)
- 3000 m Hindernis: 8:55,53 min, 25. Juli 2014, Eugene

Halle
- 800: 1:47,75 min, 12. Februar 2019, Ostrava
- 1000 m: 2:19,62 min, 23. Januar 2021, Prag
- 1500 m: 3:36,53 min, 17. Februar 2021, Toruń (tschechischer Rekord)
- Meilenlauf: 3:57,62 min, 2. Februar 2023, Ostrava (Tschechischer Rekord)
- 3000 m: 7:51,81 min, 21. Januar 2024, Luxemburg